# 박종윤 (1993년)
박종윤(朴鐘允, 1993년 2월 9일 ~ )은 전 KBO 리그 넥센 히어로즈의 투수이다.

## 아마추어 시절
대구고 시절에 타자들을 상대로 작은 키지만, 좋은 피칭을 보였다.

## 넥센 히어로즈시절
2012년에 입단하였다.

## 상무 야구단시절
2013년에 입단하여 2015년에 복무를 마쳤다.

## 넥센 히어로즈복귀
2015년까지 단 11경기에만 등판하여 10이닝을 투구했다. 2016년 6월 18일, 한화 이글스와의 경기에서 웨이버 공시된 로버트 코엘로의 빈 자리를 메꾸기 위한 깜짝 카드이자 선발 투수로서 첫 등판했다. 경기에서 2이닝 동안 1실점을 하였다.

## 출신 학교
- 대구본리초등학교
- 경상중학교
- 대구고등학교

## 통산 기록
| 연도 | 팀명  | 평균자책점 | 경기 | 완투 | 완봉 | 승 | 패 | 세 | 홀 | 승률 | 타자 | 이닝 | 피안타 | 피홈런 | 볼넷 | 사구 | 탈삼진 | 실점 | 자책점 |
| ---- | ----- | ---------- | ---- | ---- | ---- | -- | -- | -- | -- | ---- | ---- | ---- | ------ | ------ | ---- | ---- | ------ | ---- | ------ |
| 2012 | 넥센  | 3.00       | 7    | 0    | 0    | 0  | 0  | 0  | 0  | -    | 29   | 6    | 4      | 0      | 6    | 1    | 7      | 2    | 2      |
| 2013 | 넥센  | 6.75       | 4    | 0    | 0    | 0  | 0  | 0  | 0  | -    | 20   | 4    | 5      | 0      | 2    | 1    | 2      | 3    | 3      |
| 2016 | 넥센  | 4.50       | 1    | 0    | 0    | 0  | 0  | 0  | 0  | -    | 13   | 2    | 5      | 0      | 2    | 0    | 0      | 1    | 1      |
| 통산 | 3시즌 | 4.50       | 12   | 0    | 0    | 0  | 0  | 0  | 0  | -    | 62   | 12   | 14     | 0      | 10   | 2    | 9      | 6    | 6      |